# Brooks Robinson
Brooks Calbert Robinson, Jr. (ur. 18 maja 1937, zm. 26 września 2023) – amerykański baseballista, który występował na pozycji trzeciobazowego przez 23 sezony w Major League Baseball w zespole Baltimore Orioles.

## Przebieg kariery
W 1955 roku przed rozpoczęciem sezonu w wieku 18 lat podpisał kontrakt z Orioles. W MLB zadebiutował 17 września 1955 w meczu przeciwko Washington Senators. W 1960 wystąpił po raz pierwszy (z osiemnastu) w Meczu Gwiazd MLB. W sezonie 1964 był najlepszy w American League w klasyfikacji zaliczonych RBI (118), został także wybrany MVP American League.
W sezonie 1966 Orioles pokonali w World Series Los Angeles Dodgers w czterech meczach, a Robinson wystąpił we wszystkich spotkaniach. W tym samym roku został wybrany MVP Meczu Gwiazd. W finałach 1970 roku Orioles zwyciężyli w pięciu meczach z Cincinnati Reds; Robinson mając między innymi średnią uderzeń 0,429 oraz slugging percentage (0,810), został wybrany MVP World Series. Karierę zakończył w 1977 roku w wieku 40 lat.
W 1983 roku został wybrany do Galerii Sław Baseballu.

## Nagrody i wyróżnienia
| Nagroda/wyróżnienie                    | Lata | Źródło |
| MVP American League                    | 1964 | [ 6 ]  |
| 18× All-Star                           | 1960¹, 1960², 1961¹, 1961², 1962¹, 1962², 1963, 1964, 1965, 1966, 1967, 1968, 1969, 1970, 1971, 1972, 1973, 1974 | [ 5 ]  |
| All-Star Game MVP                      | 1966 | [ 11 ] |
| 16× Gold Glove Award                   | 1960–1975 | [ 12 ] |
| 2× zwycięzca w World Series            | 1966, 1970 | [ 13 ] |
| World Series MVP                       | 1970 | [ 9 ]  |
| Babe Ruth Award                        | 1970 | [ 14 ] |
| Major League Baseball All-Century Team | | [ 15 ] |
| Lou Gehrig Memorial Award              | 1966 | [ 16 ] |
| Baseball Hall of Fame                  | od 1983 | [ 17 ] |
| # 5 zastrzeżony przez Orioles          | 1972 | [ 18 ] |